# Fresno Football Club
El Fresno Football Club fue un club de fútbol de la ciudad de Fresno, Estados Unidos que compitió en la USL Championship, segunda división de dicho país. Estaba afiliado al Vancouver Whitecaps, equipo canadiense que participa en la Major League Soccer.

## Historia
La USL anunció el 26 de julio de 2017 que se la había otorgado una licencia a un grupo inversionista en la ciudad de Fresno para que un nuevo club participara en dicha liga. Esta expansión fue parte de un aumento en el número de equipos participantes de 29 a 33 para la temporada 2018 que incluía también al recién fundado Nashville y a los ya existentes Indy Eleven y North Carolina.
A su vez, el 17 de noviembre fue anunciado que el Fresno se había afiliado con el Vancouver Whitecaps de la Major League Soccer, cuyo equipo afiliado anterior, el Vancouver Whitecaps 2, se había disuelto.
El club desaparece el 29 de octubre de 2019 luego de que su propietario no pudo encontrar una sede para el club para la temporada 2020.